# 1746 en science
| Années de la science : 1743 - 1744 - 1745 - 1746 - 1747 - 1748 - 1749    |
| Décennies de la science : 1710 - 1720 - 1730 - 1740 - 1750 - 1760 - 1770 |

Cet article présente les faits marquants de l'année 1746 en science.

## Évènements
- 19 février : présentation à l'Académie des sciences de Paris de la première carte géologique, dite « carte minéralogique », dessinée par Philippe Buache pour le Mémoire et carte minéralogique sur la nature & la situation des terreins qui traversent la France et l'Angleterre de Jean-Étienne Guettard[1].

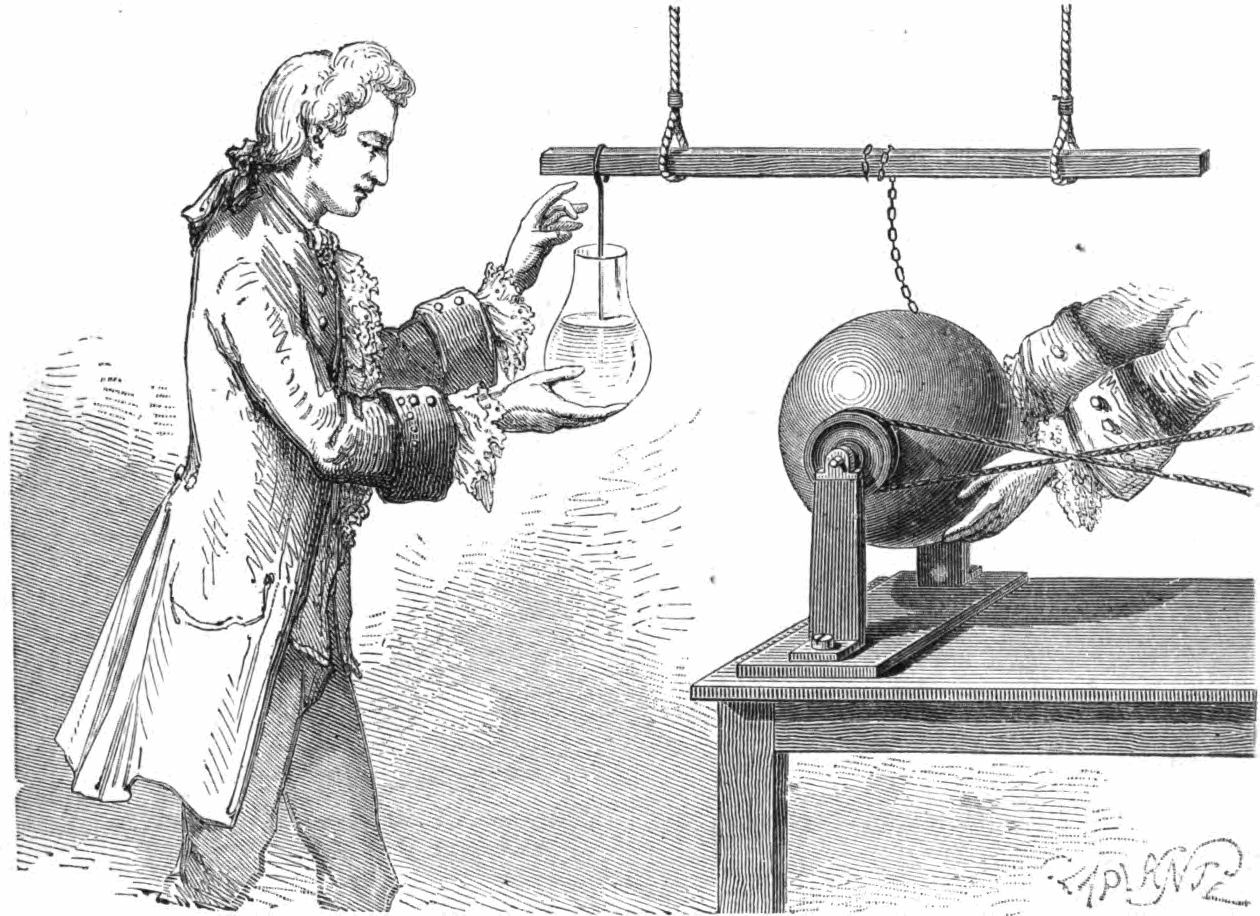
Vue d'artiste de la découverte de la bouteille de Leyde.

- 7 avril : à l'université de Leyde aux Pays-Bas, Pieter van Musschenbroek, son collègue Jean Nicolas Sébastien Allamand et leur assistant Andreas Cunaeus réalisent l'expérience de la bouteille de Leyde, en cherchant les moyens d'éviter la perte progressive de force que présentent les corps électrifiés. Ils plongent une tige métallique reliée à une machine électrostatique dans un vase plein d'eau ; le verre agit comme un condensateur, et une grande charge est accumulée dans l'eau, tandis qu'une charge égale de polarité opposée s'est accumulée dans la main de Cunaeus tenant le verre. Lorsque Cunaeus lève la main pour tirer le fil hors de l'eau, il reçoit une violente secousse[2].

- 20 juin : Lomonossov inaugure un cours populaire de physique expérimentale en Russie[3],[4].

- 2 août : l’astronome suisse Jean Philippe Loys de Cheseaux présente à l'Académie française des sciences une liste de nébuleuses, comprenant huit de ses découvertes[5], dont l'amas globulaire M4 (ou NGC 6121)[6], M6, IC 4665, NGC 6633, M16, M25, et M35[7].

- L'Écossais John Roebuck met au point un procédé industriel de fabrication d'acide sulfurique avec des « chambres de plomb » par combustion du soufre en présence de salpêtre[8].
- Le chimiste prussien Andreas Sigismund Marggraf met au point une méthode de fabrication du zinc en calcinant de la calamine (sulfate de zinc hydraté) en présence de charbon. Elle permet l'extraction industrielle du zinc[9].
- La scientifique suédoise Eva Ekeblad découvre comment produire de la fécule et de l'alcool (brännvin) à partir de pommes de terre[10].
- Maupertuis présente à l'Académie des sciences de Berlin un mémoire intitulé « Les lois du mouvement et du repos déduites d'un principe métaphysique » ou il énonce le principe de moindre action[11].

## Publications

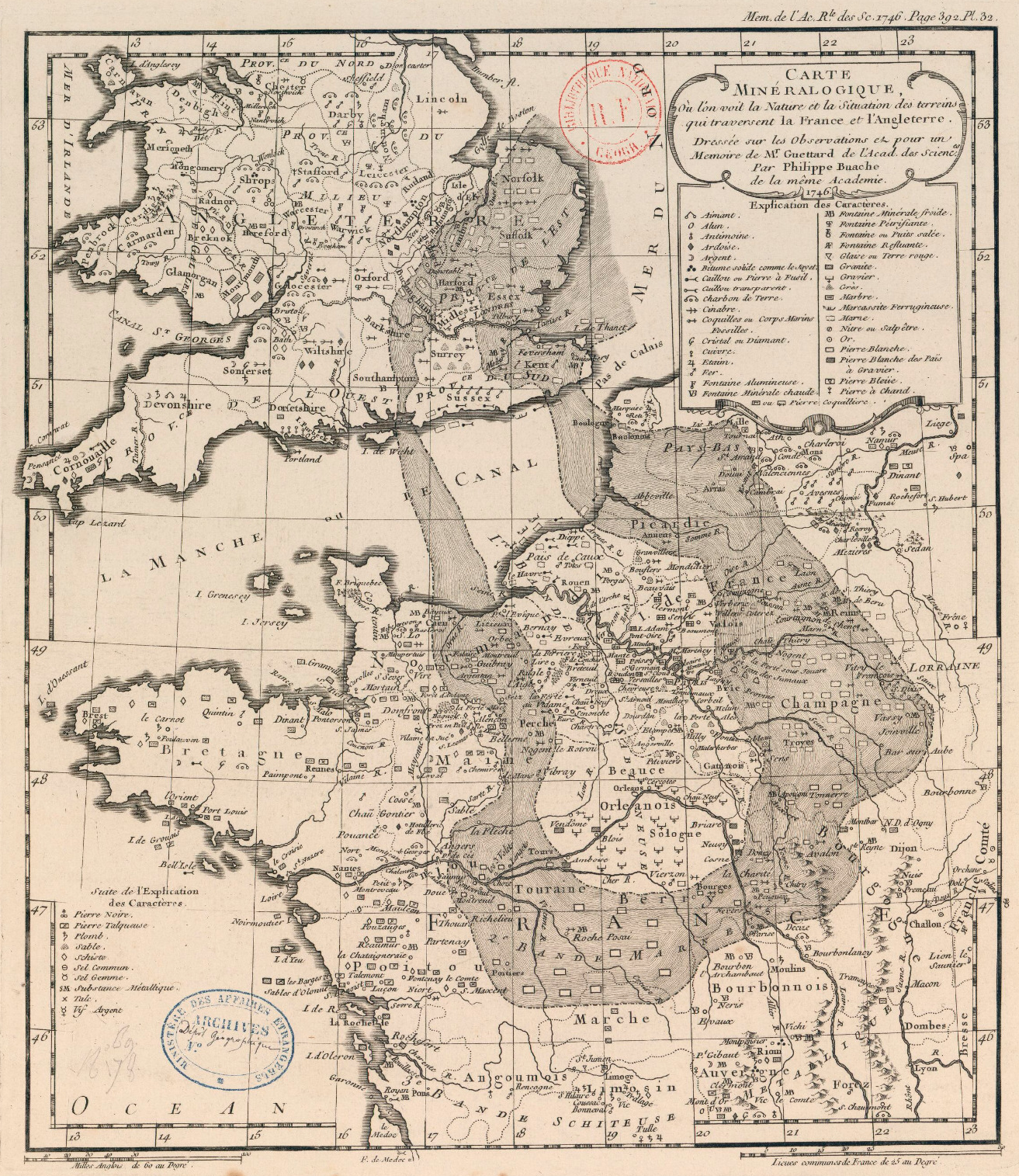
Carte minéralogique sur la nature et la situation des terreins qui traversent la France et l'Angleterre.

- Jean Le Rond d'Alembert : Réflexions sur la cause générale des vents (résolution des équations différentielles aux dérivées partielles).
- Pierre Bouguer : Traité du navire, première synthèse de l'architecture navale. où il explique l'utilisation du métacentre comme mesure de la stabilité des navires.
- Jean-Étienne Guettard : Mémoire et carte minéralogique sur la nature et la situation des terreins qui traversent la France et l'Angleterre, première carte géologique.
- Carl von Linné : Fauna suecica.
- Matthew Stewart : Some general Theorems of considerable use in the higher parts of Mathematics, contenant un compte rendu du théorème de Stewart sur la mesure du triangle.

## Prix
- Académie royale des sciences de Paris : prix décerné à Étienne-François Dutour de Salvert pour son Mémoire sur l'attraction de l'aimant
- Médailles de la Royal Society
  - Médaille Copley : Benjamin Robins pour ses travaux en balistique.

## Naissances

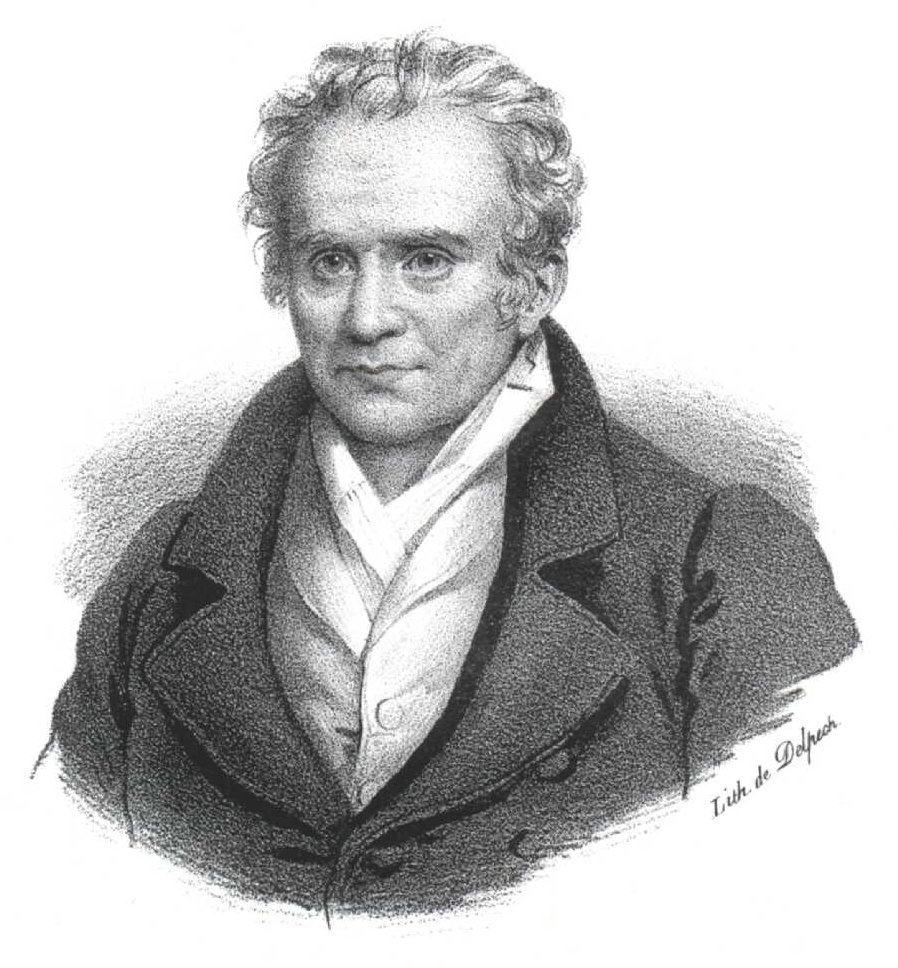
Gaspard Monge

- Louise du Pierry, astronome française
- 18 février : Jean-Baptiste-Michel Bucquet (mort en 1780), scientifique et chimiste français.
- 7 mars : André Michaux, botaniste français de terrain.
- 9 mai : Gaspard Monge (mort en 1818), mathématicien français.
- 18 mai : Félix de Azara (mort en 1821), militaire, ingénieur et naturaliste espagnol.
- 20 mai : Andreas Berlin (mort en 1773), botaniste et explorateur suédois.
- 16 juillet : Giuseppe Piazzi (mort en 1826), astronome, mathématicien et ecclésiastique italien.
- 16 septembre : Georges Louis Marie Dumont de Courset (mort en 1824), botaniste et agronome français.
- 2 octobre : Peter Jacob Hjelm (mort en 1813), chimiste et minéralogiste suédois.
- 12 novembre : Jacques Alexandre César Charles (mort en 1823), physicien, chimiste et inventeur français.
- 16 novembre : Jean Chanorier (mort en 1806), agronome et homme politique français.

## Décès
- 5 février : Hermann Friedrich Teichmeyer (né en 1685), médecin allemand.

- 14 juin : Colin Maclaurin (né en 1698), mathématicien écossais, qui utilisa un cas particulier du théorème de Taylor, qui porte aujourd'hui son nom.
- 3 juillet : Joseph François Lafitau (né en 1681), missionnaire, jésuite, ethnologue et naturaliste français.
- 14 novembre : Georg Wilhelm Steller (né en 1709), naturaliste allemand.
- 18 novembre : Giovanni Luca Zuzzeri (né en 1716), numismate et archéologue italien.

- Deidier (né en 1698), mathématicien français.